# Филип I фон Валдек
Филип I фон Валдек (на немски: Philipp I von Waldeck; * 1445; † 1475) е през 1475 г. граф на Валдек-Валдек в Германия.

## Произход и наследство
Той е големият син на граф Фолрад фон Валдек (1399 – 1475) и на Барбара фон Вертхайм, дъщеря на граф Михаел I фон Вертхайм (1400 – 1440) и София фон Хенеберг (1395 – 1441).
След смъртта на баща му през 1475 г. Филип го последва като граф от линията десен Валдек-Валдек. Същата година Филип умира. По-малкият му брат Филип II поема регентството.

## Фамилия
Филип I фон Валдек се сгодява на 16 август 1452 г. и се жени на 14 октомври 1464 г. за Йохана фон Насау-Диленбург (1444 – 1488), дъщеря на граф Йохан IV фон Насау-Диленбург (1410 – 1475) и графиня Мария фон Лоон-Хайнсберг (1424 – 1502). Двамата имат един син:
- Хайнрих VIII (* 1465; † 1513), граф на Валдек